# 容止格言
容止格言，又称“镜箴”，是南开学校在严修、张伯苓主校期间制定的南开学生的行为规范。
1907年，私立南开中学迁入新校址，东楼中庭甬道一面立镜上方悬挂有由校董严修亲笔书写的容止格言。

面必净，发必理，衣必整，钮必结。
头容正，肩容平，胸容宽，背容直。
气象：勿傲、勿暴、勿怠。
颜色：宜和、宜静、宜庄。

这四十字箴言，体现了严修育人思想，是对培养具有“爱国爱群之公德”和“服务社会之能力”的学生在形象、气质、品德方面的要求，具有激励学子端正仪容、涵养气质、树立精神、完善人格的育人功能。
1916年4月，严修对学生的容止要求，传到大洋彼岸，受到美国教育家的赞许。其时求学南开中学的周恩来在《校风》第26期撰有《函索镜影》一文，写道：“我校事务室所悬之大镜及上列格言，原为兹警励全校师生用。前次美人白崔克博士来校参观时，睹之甚以为善。今格里瑞先生致函校长索要之摄影，并请将格言译作英文，同行寄去以为纪念，籍俟归美时，公之彼邦人士。闻格言已由周梦贤先生译就，影已摄好，不日即可报命矣。”

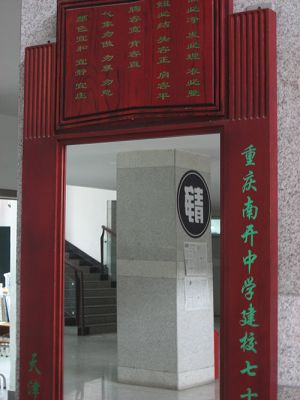
镌刻有镜箴的镜子

## 用意
张伯苓不但为每个新生详细讲解箴言的内容，还要求每个南开的学生都不但能熟练地背诵此箴言，而且还要时时刻刻遵照执行。自此以后，南开学校的学生们每逢进出校门，都会自觉地在镜子前整理头发，扣好衣扣，并逐渐形成了一种习惯。以至于后来南开学校的学生走在大街上时，即便没有佩戴校徽，穿着校服，大家也都可以分辨出这是一定是南开学校的学生。对此，当时就有人评论：“南开学校乃一极有精神之学校……学生均甚活泼而眉宇间有一种文雅之态度。”